# Stazione di Colle Cagioli
La stazione di Colle Cagioli era una fermata ferroviaria posta sulla linea Velletri-Segni. Serviva la località di Colle Cagioli, nel territorio comunale di Lariano.